# Mike Barker (producer)
Michael "Mike" Barker (født 7. juni 1968 i Los Angeles) er en amerikansk producer, manuskriptforfatter og tegnefilmsdubber, kendt som skaber af den animerede komedieserie American Dad! sammen med Seth MacFarlane og Matt Weitzman. Han har desuden fungeret som manuskriptforfatter, tegnefilmsdubber og producer på Family Guy.